# Philipp Kälin
Philipp Kälin (9 luglio 2004) è uno sciatore alpino svizzero.

## Biografia
Specialista delle prove veloci originario di Steinen e attivo dal novembre del 2020, in Coppa Europa Philipp Kälin ha esordito il 20 dicembre 2022 a Sankt Moritz in discesa libera (61º) e ha conquistato il primo podio il 30 gennaio 2025 a Orcières nella medesima specialità (3º); ai Mondiali juniores di Tarvisio 2025 ha vinto la medaglia d'argento nella discesa libera. Non ha debuttato in Coppa del Mondo e non ha preso parte a rassegne olimpiche o iridate.

## Palmarès

### Mondiali juniores
- 1 medaglia:
  - 1 argento (discesa libera a Tarvisio 2025)

### Coppa Europa
- Miglior piazzamento in classifica generale: 43º nel 2025
- 1 podio:
  - 1 terzo posto

### Campionati svizzeri
- 1 medaglia:
  - 1 argento (discesa libera nel 2024)